# 中国国旗
中國國旗主要是指在中國地理區域內，經由中央政府立法制定作為象徵國家的旗幟，中國第一面正式確立的國旗是在清朝晚期出現的。現今由於大中華區的政治因素，稱為中國國旗的一般是指中華人民共和國的五星紅旗。

## 歷代國旗
| 大清國旗（1889年—1912年）  |
| 大清國旗 （1889年—1912年） |

| 大清國旗（1889年—1912年）  |
| 大清國旗 （1889年—1912年） |

| 北洋政府國旗（1912年—1928年）  |
| 北洋政府國旗 （1912年—1928年） |

| 中華帝國國旗（1915年—1916年）  |
| 中華帝國國旗 （1915年—1916年） |

| 中華民國國旗（1928年—）  |
| 中華民國國旗 （1928年—） |

| 北洋政府國旗（1912年—1928年）  |
| 北洋政府國旗 （1912年—1928年） |

| 中華帝國國旗（1915年—1916年）  |
| 中華帝國國旗 （1915年—1916年） |

| 中華民國國旗（1928年—）  |
| 中華民國國旗 （1928年—） |

| 中華共和國國旗（1933年—1933年）  |
| 中華共和國國旗 （1933年—1933年） |

| 中華蘇維埃共和國國旗（1934年—1937年）  |
| 中華蘇維埃共和國國旗 （1934年—1937年） |

| 中華共和國國旗（1933年—1933年）  |
| 中華共和國國旗 （1933年—1933年） |

| 中華蘇維埃共和國國旗（1934年—1937年）  |
| 中華蘇維埃共和國國旗 （1934年—1937年） |

| 中華民國維新政府國旗（1938年—1940年）  |
| 中華民國維新政府國旗 （1938年—1940年） |

| 汪精衛國民政府國旗（1940年—1943年）  |
| 汪精衛國民政府國旗 （1940年—1943年） |

| 滿洲國國旗（1932年—1945年）  |
| 滿洲國國旗 （1932年—1945年） |

| 蒙疆聯合自治政府國旗（1939年—1945年）  |
| 蒙疆聯合自治政府國旗 （1939年—1945年） |

| 東突厥斯坦共和國國旗（1944年—1946年）  |
| 東突厥斯坦共和國國旗 （1944年—1946年） |

| 中華民國維新政府國旗（1938年—1940年）  |
| 中華民國維新政府國旗 （1938年—1940年） |

| 汪精衛國民政府國旗（1940年—1943年）  |
| 汪精衛國民政府國旗 （1940年—1943年） |

| 滿洲國國旗（1932年—1945年）  |
| 滿洲國國旗 （1932年—1945年） |

| 蒙疆聯合自治政府國旗（1939年—1945年）  |
| 蒙疆聯合自治政府國旗 （1939年—1945年） |

| 東突厥斯坦共和國國旗（1944年—1946年）  |
| 東突厥斯坦共和國國旗 （1944年—1946年） |

| 中華人民共和國國旗（1949年—）  |
| 中華人民共和國國旗 （1949年—） |

| 中華人民共和國國旗（1949年—）  |
| 中華人民共和國國旗 （1949年—） |

## 源流與界說

### 源由
国旗為代表主权国家的旗幟，是近代西方主权国家出现后的产物。16世紀前，尚不存在「民族國家」或「主權」的概念，所以沒有象徵民族主權國家的國旗。中国古代一般认为「普天之下，莫非王土」（《詩經·小雅·北山》），历代皇朝既没有也不需要“国旗”。

### 界說和分類
中国自有国旗以来，三个被国际广泛承认的政权分别为清朝、中华民国和中华人民共和国。而这三个政权分别使用过四种旗帜，分别为黄龙旗；五色旗；青天白日满地红旗和五星红旗。但是，由于近代中国局势动乱，在当时的领土上亦有大量不受中央政府控制的区域自立旗帜，如满洲国国旗、汪精卫政权国旗等。在此条目中一并列入，但一律在中央政府旗帜下方展示。

## 中国古代旗帜
古代的中国虽有多种多样的旗帜，但一般都是战争时用的軍隊旌旗或是皇室用的御旗。这些旗一般是三角形或矩形的。
最常见的軍隊旌旗上会绘有镶边與军队将领的姓氏，勢力旗幟則以各樣顏色或圖騰作為代表。

## 晚清时期的旗帜

三角黄龙旗

黄龙旗

1862年，为了使兵船区别于其他国家的船只，中国海关总税务司英国人李泰国和阿思本为船队设计了一面旗代表大清国———长方形，绿底，黄色对角线交叉，中心嵌黄龙图案。李泰国解释说：“之所以选用绿色乃因其罕为欧洲列强采用，故不致与任何其他国家之旗帜混淆。”8月13日，他们致函英国外交大臣，要求将此旗在英国政府公报上公布，未果。
1862年10月，清廷决定使用斜幅黃龍旗開始用為官船的標誌，當時的黄龙旗是三角形的。直至光緒七年（1881年）9月，在英国定购的“扬威”、“超勇”两艘巡洋舰回国后，李鴻章在同西方列强谈判、签约、通商、互派外交人员等外交活动中，看到西方列国庄严悬挂国旗，而中国却无旗可挂，深感有失“天朝威仪”，于是上奏慈禧太后，提出在外交场合中需要有代表中国的旗帜，并请求颁制国旗。慈禧就命李鸿章负责设计图案。经过多方徵集筛选，李鸿章上呈了八卦旗、黄龙旗、麒麟旗、虎豹旗等多种方案，供慈禧太后选定，最后决定使用黄龙旗为大清国旗。1888年，李鴻章制定《北洋海軍章程》，章程寫道：「按西洋各國，有國旗、兵船旗、商船旗之別。大致旗式以長方為貴，斜長次之。同治年總理衙門初 定中國旗式，斜幅黃色，中畫飛龍，係為僱船、捕盜而用，並未奏明為萬年國旗。今中國兵商各船日益加增，時與各國交接，自應重訂旗式，以崇體制。應將兵船國旗改為長方式，照舊黃色，中畫青色飛龍。军旗提督用五色长方旗，诸将用三色长方旗，上角饰以锚形。」
1889年天津軍械局完成了大清國國旗的設計樣稿和營造法則：旗为羽纱质地，正黄色，用羽纱镶嵌青色五爪飞龙，龙头向上，分为大小四号，头号横长一丈五尺六寸，宽一丈六寸五分；二号横长一丈三尺九寸，宽九尺五寸；三号横长一丈一尺五寸，宽七尺六寸；四号横长九尺六寸，宽六尺三寸。旗式一律照長方，照舊用正黃色羽紗製造。
清朝政府被推翻后的1912年1月10日，黄龙旗由中华民国五色旗取代。然而1917年7月1日发生了「张勳复辟」事件。张勳、康有为等迎清朝末帝溥仪出御太和殿，改民国六年为宣统九年。张勳受命为议政大臣、直隶总督兼北洋大臣，黄龙旗又在北京城出现。但此次复辟历时仅十二天即告结束。1917年7月12日，段祺瑞率军入京，张勳遁入荷兰使馆，溥仪再次退位。黄龙旗又被废除。

## 中華民國时期中央政權的旗帜
中華民國時期所制定之國旗。因與外國勢力扶植的從屬國多與國民政府名稱相似且多不被承認，故予以區隔。

### 興中會及同盟會旗

#### 青天白日旗

青天白日旗

1893年秋，革命党人陸皓東居住於尢列的聽濤閣，設計了「青天白日旗」。1895年，孫中山在香港舉行興中會的首次幹部會議，通過了以青天白日旗為革命軍旗，此後多次起義皆以此旗為標幟號召。
中華革命黨改組為中國國民黨後，以青天白日旗為黨旗。國民黨北伐统一中國後，以青天白日旗為海軍「艦艏旗」（艦艏是軍艦的船頭）。

#### 十八星旗

铁血十八星旗

铁血十九星旗

十八星旗原是湖北革命团体共進會的会旗。1907年8月间，焦达峰、刘公、孙武等一批在日本的中国同盟会会员，筹组湖北共进会，任务是谋划准备在长江中游的反清武装起义，议定以十八星旗为会旗。
1911年9月，在同盟会推动下，两个革命组织文学社和共进会召开联席会议，策划于10月10日晚7时左右发动武昌起义，并组成领导起义的总指挥部，以及确定十八星旗为起义中的指挥旗帜。
1911年10月11日（武昌起義勝利翌日），中華民國軍政府鄂軍都督府（俗稱「湖北軍政府」）正式宣告成立，並使用十八星旗作為其政府代表旗幟。
1912年1月10日，中华民国临时参议院通过决议，以五色共和旗（即“五色旗”）为国旗，以十八星旗为陆軍旗，海軍旗則是一種以十八星旗為基調的旗幟。
不過北洋政府很快就停止使用十八星旗，以五色旗为陆軍旗，以青天白日满地红旗为海軍旗。
1928年（民国十七年）12月17日，国民政府立法通过青天白日满地红旗为中国的正式国旗，颁行全中国使用，全面取代五色旗和十八星旗。

##### 十八星旗意义
十八星旗全称铁血十八星旗，由红黄黑三色组成，红底与黑九角象征“血”与“铁”，即革命须抱铁血主义；黑九角内外两圈各九颗共十八颗圆星，代表汉族居住的十八个行省；星呈金黄色，表示与满清对立之汉族炎黄子孙。
此旗只有代表汉人居住的十八行省，是因为晚清时期的革命家对革命有“上下两策”，上策是革命政府收复清朝的全部领土；下策是革命政府收复中原十八个汉族人省份的主权，把满蒙疆藏“出卖”给列强，以换取他们对革命的支持。清代汉族主要在十八个内地省份居住，这十八个省是直隶（河北）、河南、山东、山西、湖南、湖北、广东、广西、浙江、安徽、江苏、江西、福建、四川、陕西、甘肃、贵州和云南。不允许汉族随便迁入居住的有关外的满洲（东三省）、西藏（青海）、蒙古（内外蒙）、新疆。当时革命党人的“野心”并不大，只想“驱逐鞑虏、恢复中华”，就是在十八个省份中恢复汉人的主权，西藏（青海）、蒙古（内外蒙）、新疆和满洲（东三省）的主权都可以放弃。是以后来有人认为“十八星旗”是大汉族主义的旗帜。

### 五色旗

五色旗

中华民国临时政府在1912年1月1日成立於南京。孫中山先生任中華民國臨時大總統，孙中山雖倡导使用青天白日滿地紅旗為中華民國國旗，但五色旗原為清朝海軍一二品的官旗；革命軍革命時期，江蘇、浙江、安徽等省多用此旗。因此五色旗在國民心中具有崇高地位，各界一致認同五色旗為中華民國國旗。青天白日滿地紅旗則定為中華民國海軍軍旗。
五色旗由红、黄、蓝、白、黑组成，分别象征中国汉、满、蒙、回、藏五大民族。而此五色也是五行学说代表五方的颜色。
1912年1月10日，临时参议院通过专门决议，使用五色旗作为国旗，含“五族共和”之义。同时通过的还有十八星旗为中華民國陸軍軍旗。1913年，青天白日满地红旗被訂為中華民國海軍軍旗。除了上述三种使用上较普遍的旗帜外，其他地区亦使用其他的旗帜。此時五色旗亦被用作海軍艦艏旗。最後，其中華民國國旗的地位在1928年12月17日国民革命军北伐成功后，由青天白日满地红旗取代。
中國抗日戰爭時期，五色旗变成了亲日政府的代表旗帜，例如满洲國國旗（见後文）就是由五色旗衍生设计外，其他像「冀东防共自治政府」、北平的「中华民国临时政府」（华北政务委员会前身）或南京的「中华民国维新政府」等政权旗幟也以五色旗作为基本元素。

### 中华帝国国旗
1915年12月，大總統袁世凱欲將中華民國更改國號為中華帝國，定民國五年（即1916年）改為中華帝國洪憲元年，史稱洪憲帝制，廢五色旗，改為中华帝国旗。在蔡锷等人組織的滇军起义中，袁世凱於1916年3月22日宣佈取消帝制，結束中華帝國。

中華帝國國旗

| 为制定會議文獻敘述所繪 |
| 为制定會議文獻敘述所繪 |

| 中华帝国實際使用的国旗 |
| 中华帝国實際使用的国旗 |

### 青天白日满地红旗

中華民國國旗

根據孫中山的提議，該旗幟底面為紅色，而由陸皓東設計的青天白日旗則被置於紅旗的左上角；该旗帜自中国国民党于广东建立国民政府以来，便被定为中国国旗，随着北伐战争的层层推进逐步胜利，青天白日满地红便随国民革命军由粤一省插遍全国，并且通过国民政府的立法后，於北伐征戰結束後被頒行全國。《中華民國憲法》於第一章總綱第6條明定「中華民國國旗定為紅地，左上角青天白日。」時值今日，民國已百年，此旗幟正式使用範圍主要以中華民國的實際統治區域（臺澎金馬、台灣地區）、其邦交國，和未受政治干預的國際場合中為主，於外交使節訪問或遇特殊慶典時，亦可於部分道路見成排列隊的國旗飄揚。
青天白日满地红旗採用藍、白、紅三色，其中：
- 「青天」象徵中華民族光明磊落、崇高偉大的人格和志氣；青色象徵自由，也代表民族主義。
- 「白日」象徵光明坦白、大公無私，指示人们要有光明潔白、毫無汙點的純正心地與思想；白色象徵平等，也代表民權主義。
- 「紅地」象徵革命党的熱血，指示人们要有犧牲奉獻、勇敢奮鬥的精神；紅色象徵博愛，也代表民生主義。

光緒三十二年冬（1906年），中國同盟會討論國旗形式，孫中山主張沿用青天白日旗，以紀念已犧牲之設計人陸皓東及其他興中會先烈；廖仲愷提議、並連同黃興共同支持使用井字旗有井田和天下九州的寓意；另有人提出用金瓜钺斧旗，以發揚汉族精神；用十八星旗，以代表十八行省；用五色旗，則可以順應中国历史和中华文化之習慣。黄兴認為青天白日旗之形式不美觀，而且以太陽為標誌，是效法日本旭日旗，有日本并华之嫌；廖仲恺於是設計井字旗，以表示平均地權之意，但被孫否定。唯當時意見紛歧，國旗選用未解決而擱置。孫文再提出在青天白日旗上加紅地，改成紅、藍、白三色，以符合世界上如法國國旗有自由、平等、博愛之真意，作為革命軍的國旗樣式，此想法也成為「青天白日滿地紅旗」的構想。(見下表)
| 方案一1895年成為興中會會旗1919年成為中國國民黨黨旗1925年成為中華民國海軍艦艏旗    |
| 方案一 1895年成為興中會會旗 1919年成為中國國民黨黨旗 1925年成為中華民國海軍艦艏旗 |

| 方案二1912年成為中華民國海軍旗1928年成為中華民國國旗   |
| 方案二 1912年成為中華民國海軍旗 1928年成為中華民國國旗 |

| 方案三1912年成為中華民國國旗1912年成為中華民國海軍艦艏旗   |
| 方案三 1912年成為中華民國國旗 1912年成為中華民國海軍艦艏旗 |

| 方案四1907年成為共進會會旗1911年成為湖北軍政府旗幟1912年成為中華民國陸軍旗    |
| 方案四 1907年成為共進會會旗 1911年成為湖北軍政府旗幟 1912年成為中華民國陸軍旗 |

| 方案五1911年陳炯明惠州舉兵的旗幟1912年成為中華民國元帥旗1925年成為中國致公黨黨旗    |
| 方案五 1911年陳炯明惠州舉兵的旗幟 1912年成為中華民國元帥旗 1925年成為中國致公黨黨旗 |

當時同盟會南洋分會副會長張永福之妻陳淑字（一說淑宗）依孫文「加紅色的新構想」，縫製了四種國旗草案(見下表)，其中的草案一即仿自美國星條旗的設計，以五條紅線作為青天白日旗的襯底，然而該草案始終未被採用。孫文在民國元年（1912年）1月12日覆參議會函中，清楚定義：青天表示清清白白；白日象徵光明，代表光明正照，自由平等；紅色表示博愛。自丁末1907年潮州黃岡之役起，至辛亥1911年黃花崗起義止，中經8次起義（第3次至第10次），皆用青天白日滿地紅旗為革命標幟，黃興迭任主帥，亦從無反對表示。
| 草案一 |
| 草案一 |

| 草案二 |
| 草案二 |

| 草案三1925年成為國民革命軍军旗1947年制憲後成為中華民國陸軍旗   |
| 草案三 1925年成為國民革命軍军旗 1947年制憲後成為中華民國陸軍旗 |

| 草案四1912年成為中華民國海軍旗1928年成為中華民國國旗   |
| 草案四 1912年成為中華民國海軍旗 1928年成為中華民國國旗 |

1912年，雖然時任中華民國臨時大總統的孫中山，曾倡議使用青天白日滿地紅旗為中華民國國旗，但南北议和时，北洋方面坚持使用五色旗為国旗，作为妥协，青天白日滿地紅旗則在1913年被定為海軍旗。
五色旗初期雖獲各界普遍認同，但北洋政府當權後政局混亂，其中不乏許多被視為喪權辱國的作為，致使五色旗聲望由盛轉衰，日趨低落。這间接导致 1925年，中华民国国民政府于广州成立时明令废止五色旗，青天白日满地红旗成为南方政府的国旗。随后国民党北伐成功统一全中国，于 1928年12月17日立法通过青天白日满地红旗为中国的正式国旗，颁行全国使用，以全面取代五色旗和十八星旗。自1935年开始，中国境内各种政权（除抗日戰爭時期遺留的日本傀儡政权以外）均不再使用五色旗。此後，青天白日滿地紅旗一直在中華民國的實際統治區域（包括台澎金馬地區）飄揚，並沿用至今。
以下是中华民国时期各旗帜变迁表：
| 南京临时政府——國旗  |
| 南京临时政府 ——國旗 |

| 南京临时政府——陆軍旗  |
| 南京临时政府 ——陆軍旗 |

| 南京临时政府——海軍旗  |
| 南京临时政府 ——海軍旗 |

| 南京临时政府——海軍艦艏旗  |
| 南京临时政府 ——海軍艦艏旗 |

| 南京临时政府——元帥旗  |
| 南京临时政府 ——元帥旗 |

| 南京临时政府——海關旗  |
| 南京临时政府 ——海關旗 |

| 南京临时政府——國旗  |
| 南京临时政府 ——國旗 |

| 南京临时政府——陆軍旗  |
| 南京临时政府 ——陆軍旗 |

| 南京临时政府——海軍旗  |
| 南京临时政府 ——海軍旗 |

| 南京临时政府——海軍艦艏旗  |
| 南京临时政府 ——海軍艦艏旗 |

| 南京临时政府——元帥旗  |
| 南京临时政府 ——元帥旗 |

| 南京临时政府——海關旗  |
| 南京临时政府 ——海關旗 |

| 北洋政府——國旗  |
| 北洋政府 ——國旗 |

| 北洋政府——陆軍旗  |
| 北洋政府 ——陆軍旗 |

| 北洋政府——海軍旗  |
| 北洋政府 ——海軍旗 |

| 北洋政府——海軍艦艏旗  |
| 北洋政府 ——海軍艦艏旗 |

| 北洋政府——元帥旗  |
| 北洋政府 ——元帥旗 |

| 北洋政府——海關旗  |
| 北洋政府 ——海關旗 |

| 北洋政府——國旗  |
| 北洋政府 ——國旗 |

| 北洋政府——陆軍旗  |
| 北洋政府 ——陆軍旗 |

| 北洋政府——海軍旗  |
| 北洋政府 ——海軍旗 |

| 北洋政府——海軍艦艏旗  |
| 北洋政府 ——海軍艦艏旗 |

| 北洋政府——元帥旗  |
| 北洋政府 ——元帥旗 |

| 北洋政府——海關旗  |
| 北洋政府 ——海關旗 |

| 國民政府——國旗  |
| 國民政府 ——國旗 |

| 國民政府——陆軍旗  |
| 國民政府 ——陆軍旗 |

| 國民政府——海軍旗  |
| 國民政府 ——海軍旗 |

| 國民政府——海軍艦艏旗  |
| 國民政府 ——海軍艦艏旗 |

| 國民政府——統帥旗  |
| 國民政府 ——統帥旗 |

| 國民政府——海關旗  |
| 國民政府 ——海關旗 |

| 國民政府——國旗  |
| 國民政府 ——國旗 |

| 國民政府——陆軍旗  |
| 國民政府 ——陆軍旗 |

| 國民政府——海軍旗  |
| 國民政府 ——海軍旗 |

| 國民政府——海軍艦艏旗  |
| 國民政府 ——海軍艦艏旗 |

| 國民政府——統帥旗  |
| 國民政府 ——統帥旗 |

| 國民政府——海關旗  |
| 國民政府 ——海關旗 |

## 中華民國时期割據政權的旗帜
中華民國割據政權的旗幟，中華民國時期擁有一定武裝力量，對外強調其控制之地區脫離中華民國管治架構的政權。有別於外國勢力扶植的從屬國，故予以區隔。

### 中華共和國人民革命政府國旗
1933年11月20日，閩變爆發，在福州的「生產人民黨」及「第三黨」舉行「中國全國人民臨時代表大會」，決議成立中華共和國人民革命政府。推李濟深、陳銘樞、陳友仁、蔣光鼐、蔡廷鍇、方振武、黃琪翔等十一人為政府委員，並宣佈最高權力機構為農工商學兵代表大會。22日「中華共和國人民革命政府」宣佈成立，以李濟深為政府主席，陳友仁為外交部長，蔣光鼐為財政部長，李濟深兼軍事委員。改年號為「中華共和國」元年。更改國旗為上紅下藍，中嵌黃色五角星。最後在南京國民政府壓境下瓦解，由成立至解散只有53天。

### 中华苏维埃共和国国旗
因應第一次國共合作失敗，由中國國民黨主政的中華民國國民政府採取軍事圍剿的方式，不斷攻打中國共產黨的若干根據地。為抵禦國民政府的軍事打擊，以及加深其紅色革命之探索與實踐，中共遂仿效蘇聯的建國模式，以江西瑞金為首都，於1931年11月7日成立名為「中華蘇維埃共和國」的蘇維埃性質的國家形式政權組織，後結束於1937年9月22日。
1934年，中华苏维埃共和国第二次全国代表大会召开时，制定了《第二次全国苏维埃代表大会关于国徽国旗及军旗的决定》，规定“国旗为红色底子，横为五尺，直为三尺六寸，加国徽于其上，旗柄为白色”。
在國家運作期間，毛澤東、朱德等共63人被選舉為「中央執行委員會」成員，其中毛澤東被推舉為該委員會主席；隨後，臨時政府頒佈了憲法，制定了國旗，發行了貨幣，而其實際控制區域常被稱為「中央蘇區」。此政權之實權不在其政府機構，而是先在中共上海中央局。上海局被國民政府破壞，上海組織領導向忠發等被捕後，實權轉移到蘇區的政治局常委集體，特別是中共中央軍事委員會。此政權並未獲得任何國際上的承認。
抗日戰爭期間，國共第二次合作，中共控制各區域名義上服從南京国民政府領導，升中華民國的青天白日滿地紅國旗。
第二次世界大戰結束後，陝甘寧边區在國共內戰期間以中央執行委員會旗代國旗，後改以紅軍新軍旗作代國旗用。

### 新疆民眾反帝聯合會會旗
1933年新疆發生兵變，陳中、白受之、鄭潤成、巴品古特等人驅逐金樹仁，盛世才乘機取得大位。盛世才治下的新疆，雖未宣布獨立，但完全脱離中華民國國民政府的控制，拒絕懸掛中國國民政府的青天白日满地紅旗，而是悬挂盛氏政权的“六角星旗”。1941年1月，盛世才曾向蘇聯提议：成立突厥斯坦苏维埃社會主義共和国，脱离中華民國，加盟苏联。鉴于当时中苏的同盟关系，斯大林拒绝这一提议。1943年，盛世才加入中國國民黨，并表示“矢志擁護中央，盡忠黨國，絕對服从领袖”。隨後，盛世才取消六大政策，六角星旗亦换为中國國民黨的青天白日旗。但此后因國民政府主席蒋中正对新疆用兵，盛世才开始采取对策，准备把中國国民党势力逐出新疆。为寻找退路，盛世才企图再次投靠苏联。他致电斯大林，要求重新加入苏联共产党和将新疆划为苏联的一个加盟共和国，但此时的蘇聯共產黨與斯大林已经对盛世才彻底失望，拒绝他的要求，并把其电报转给蒋介石。此时的盛世才，已是众叛亲离，怨声载道。蒋介石决定把盛世才调离新疆，另任农林部长，由朱绍良代理新疆省主席。1944年9月11日，盛世才离开新疆到重庆赴任。至此，盛世才在新疆历时11年5个月的軍閥统治宣告结束。1933年6月國民政府派黃慕松（參謀本部次長），1933年9月國民政府派羅文榦（司法部長、外交部長）視察新疆。盛世才為取得蘇聯援助而實行「反帝親蘇」路線，但也表態必會保障新疆為中國領土。

## 中华民国时期外国傀儡政权国旗
中華民國時期從屬國的旗幟包含了外國勢力扶植的從屬國，其創立的政權大都未受國際普遍承認。

### 日本傀儡國

#### 滿洲國國旗
1932年3月9日，在当时已被侵华日军占领的滿洲地區，日本军部策划的满洲国在长春正式成立，年号大同，改长春为“新京”。清朝末代皇帝溥仪为政府执政，郑孝胥为首任国务总理。设计时受到了五色旗的影响。
1934年3月1日，满洲国正式更名为满洲帝国，溥仪改任皇帝，年号为康德，仍然沿用原样式的旗帜。
1932年（大同元年）3月1日满洲国政府发布了《国旗制度布告》，规定满洲国国旗由五色组成，旗地为黄色，左上角分别为红、蓝、白、黑的四色横条，各占四分之一，横纵比例为3:2。而據1933年2月24日公佈的滿洲國國務院佈告中所示，五色旗中，青色代表東方，紅色代表南方，白色代表西方，黑色代表北方，黃色代表中央，寓意以中央行政統御四方。
根据满洲国国务院总务厅发布的《满洲国国旗考》中的解释，黃色象征五行中的土，象征统御四方的帝王仁德；红色象征火，代表熱情和勇敢；藍色象征木，代表青春和神圣；白色象征金，代表純洁和正义；黑色象征水，代表意志和決心。
同时，黄色、红色、蓝色、白色和黑色又分别代表滿族、大和族、漢族、蒙古族和朝鮮族，象徵著五族協和，四個民族在滿族的統治下携手建设满洲国。

#### 蒙疆政权国旗
“蒙疆聯合自治政府”於1939年9月合併「察南自治政府」、「晉北自治政府」、「蒙古聯盟自治政府」三傀儡政权成立，以德穆楚克棟魯普為主席，李守信、夏恭、於品卿為副主席，制定以下国旗，並用成吉思汗作為年號。1941年8月4日改名「蒙古自治邦」。
| 蒙古军政府旗 & 蒙古联盟自治政府旗（1936年—1939年）  |
| 蒙古军政府旗 & 蒙古联盟自治政府旗 （1936年—1939年） |

| 蒙疆聯合自治政府旗（1939年—1945年）  |
| 蒙疆聯合自治政府旗 （1939年—1945年） |

#### 中华民国临时政府（北京）國旗
1937年12月14日侵华日军中的华北方面军所扶植的中华民国临时政府在北京成立，統轄平津和華北等地區。初期採用五色旗，後於1940年汪精衛成立南京國民政府後解散，改為華北政務委員會。
| 中华民国临时政府使用的五色旗 |
| 中华民国临时政府使用的五色旗 |

#### 中华民国维新政府（南京）國旗
於1938年3月28日侵华日军中的华中派遣军所扶植的中华民国维新政府初期採用五色旗，後於1940年3月和中華民國臨時政府併入汪精衛的南京國民政府。
| 中华民国维新政府使用的五色旗 |
| 中华民国维新政府使用的五色旗 |

#### 汪精衛政權國旗
於1940年至1945年間，在日本侵略軍扶持的汪精卫政权所採用之國旗，初期在青天白日满地红旗上方加上三角黄旗，後於1943年2月3日（民國三十二年）將上方之三角黃旗廢除。
| 含有黄三角旗的青天白日滿地紅旗（1940－1943）  |
| 含有黄三角旗的 青天白日滿地紅旗（1940－1943） |

| 和平反共 |
| 和平反共 |

| 和平建國 |
| 和平建國 |

| 去除黄三角旗。與當時的中華民國國旗一致（1943－1945） |
| 去除黄三角旗。與當時的中華民國國旗一致（1943－1945） |

### 蘇聯衛星國

#### 東突厥斯坦共和國國旗
1944年8月，巩哈县（今尼勒克县）牧民发动民變，占领巩哈县城。1944年11月12日，在苏联支持下成立东突厥斯坦共和国临时政府，17人担任临时政府委员，艾力汗·吐烈为政府主席。1945年8月，中蘇簽定《中蘇友好同盟條約》，1946年1月，中蘇再簽定《十一条和平条款》，蘇聯都承諾不再介入新疆事務，但其實对東突厥斯坦獨立運動依然源源不断。1946年6月27日，“东突厥斯坦共和国临时政府”改组为伊犁专区参议会，“东突厥斯坦共和国”宣告终结。

## 中华人民共和国时期的旗帜
五星红旗是《中華人民共和國憲法》規定的中華人民共和國國旗，由曾聯松於1949年7月設計。該旗幟為紅底長方形，左上方綴有5顆黃色五角星，當中四顆小星環拱於大星之右，並各有一個角尖正對大星的中心點，其涵義如下：
- 「紅色」底面：象徵革命；
- 「黃色」五星：象徵光明；
- 一顆「大五角星」：代表中國共產黨；
- 四顆「小五角星」：代表農民、工人、小資產階級、民族資產階級（排名不分先後，原有人認為是中國共產黨顛倒後的士農工商，但實際上士農工商是封建時代的說法，與上述階級有區別的，而且由下文知原意即為不分先後）；
- 四顆小星環拱於大星：象徵中國共產黨領導下的革命人民大團結和人民對黨的擁護。

1949年6月15日，中国人民政治协商会议筹备委员会（簡稱筹备委员会）在北平正式成立，该会的筹备工作包括制定中国的新國旗，并指定由筹备会的第六小组负责。这个小组的成员由马叙伦、叶剑英、张澜、郭沫若、陈嘉庚、马寅初、蔡畅、李立三、张奚若、廖承志、田汉、郑振铎、欧阳予倩、翦伯赞、钱三强和沈雁冰共16人组成。 
1949年6月16日，筹备委员会的首次会议上，決定成立拟定国旗、國徽、國歌方案小组，并向中國全国发出征稿启事。
1949年7月14日至8月15日，《人民日报》、《解放日报》、《新华日报》等国内各大报刊刊登了筹备委员会征集国旗图案的启事。一个月后，筹备委员会共徵集到来自全国各地，港澳及海外地区寄来的应徵图案3,012幅。
後於9月開議時，審核通過的共有38幅，最后敲定8幅国旗样式作为备选国旗。当时最受歡迎的是草案一的設計。該設計以紅底配上黃星，以及一条代表黃河的黃條而成。紅底與黃星為徵求新國旗設計稿的必備基本要素，黃星代表共產黨或中國人民。
但部分人士認為，中國並非只有黃河一條大河而已，於是衍生出另外兩個草案：草案二是二黃條代表黃河、長江，草案三則是三黄條代表黃河、長江、珠江。但張治中向毛澤東表示，黃條分割紅地，如同國家分裂，应另选作品。接下來選中了五星紅旗。 
| 草案一（黄河） |
| 草案一（黄河） |

| 草案二（黄河、长江） |
| 草案二（黄河、长江） |

| 草案三（黄河、长江、珠江） |
| 草案三（黄河、长江、珠江） |

由上海的曾聯松所設計的五星紅旗，原本的圖樣如草案四，構想主要是表現出中國四個主要社會階級工人阶级、农民阶级、小资产阶级、民族资产阶级團結在中國共產黨領導下。但由於五顆星自上而下排列，似乎隱含階級地位之分，於是改為環繞大星的設計，並在大星中加入了锤子与镰刀的標誌，见草案五。
| 草案四（曾聯松的原本設計） |
| 草案四（曾聯松的原本設計） |

| 草案五（黄星内含锤子与镰刀） |
| 草案五（黄星内含锤子与镰刀） |

| 最终定案 |
| 最终定案 |

后来，由于在国旗评审小组的初审中，被认为国旗中的镰刀锤子与苏联国旗过于相近所以被废弃不用。但是，由于国歌评审小组的成员田汉一直对该旗的构思很有好感，所以在复审时，田汉主张将镰刀锤子去除，因为大星已然代表中国共产党的领导。在田汉的改动后，五星红旗成为最后的几幅终审通过的国旗方案之一，报送政协会议讨论。
在全国政协第一次全体会议上，五星红旗获得毛泽东、周恩来和其他会议代表一致通过，成为中华人民共和国正式的国旗。
1949年10月1日，中华人民共和国中央人民政府成立，第一面五星红旗在北京天安门广场升起，标誌着五星红旗成为中华人民共和国国旗。
1990年6月28日，第七届全国人民代表大会常务委员会第14次会议上通过了《中华人民共和国国旗法》，并经中国国家主席杨尚昆签署中华人民共和国主席令第28号正式公布，自1990年10月1日起开始施行。2009年8月27日，经第十一届全国人民代表大会常务委员会第10次会议对该法进行了修订。
1997年11月18日，《中共中央办公厅、国务院办公厅关于禁止自行制作和使用地方旗、徽的通知》规定各地一律不得自行制作和使用地方旗、徽，违者要对所在地的党政主要领导进行严肃处理。